# Trampa cromotrópica

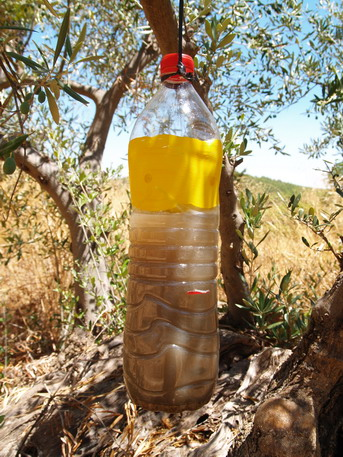
Trampa olipe Es una trampa alimenticia y a la vez cromotrópica ya que está cebada con fosfato biamónico que hace de cebo alimenticio y la banda amarilla pintada hace de atrayente cromotrópico, en este caso de mosca del olivo.

Una trampa cromotrópica es un tipo de trampa en la que se utiliza como medio principal o secundario de atracción un determinado color. Se utilizan mucho en trampas para insectos, tanto para su captura masiva como para el seguimiento de las poblaciones. Como por ejemplo la mosca del olivo y otros muchos insectos que pueden ser plaga tanto en agricultura como en silvicultura.

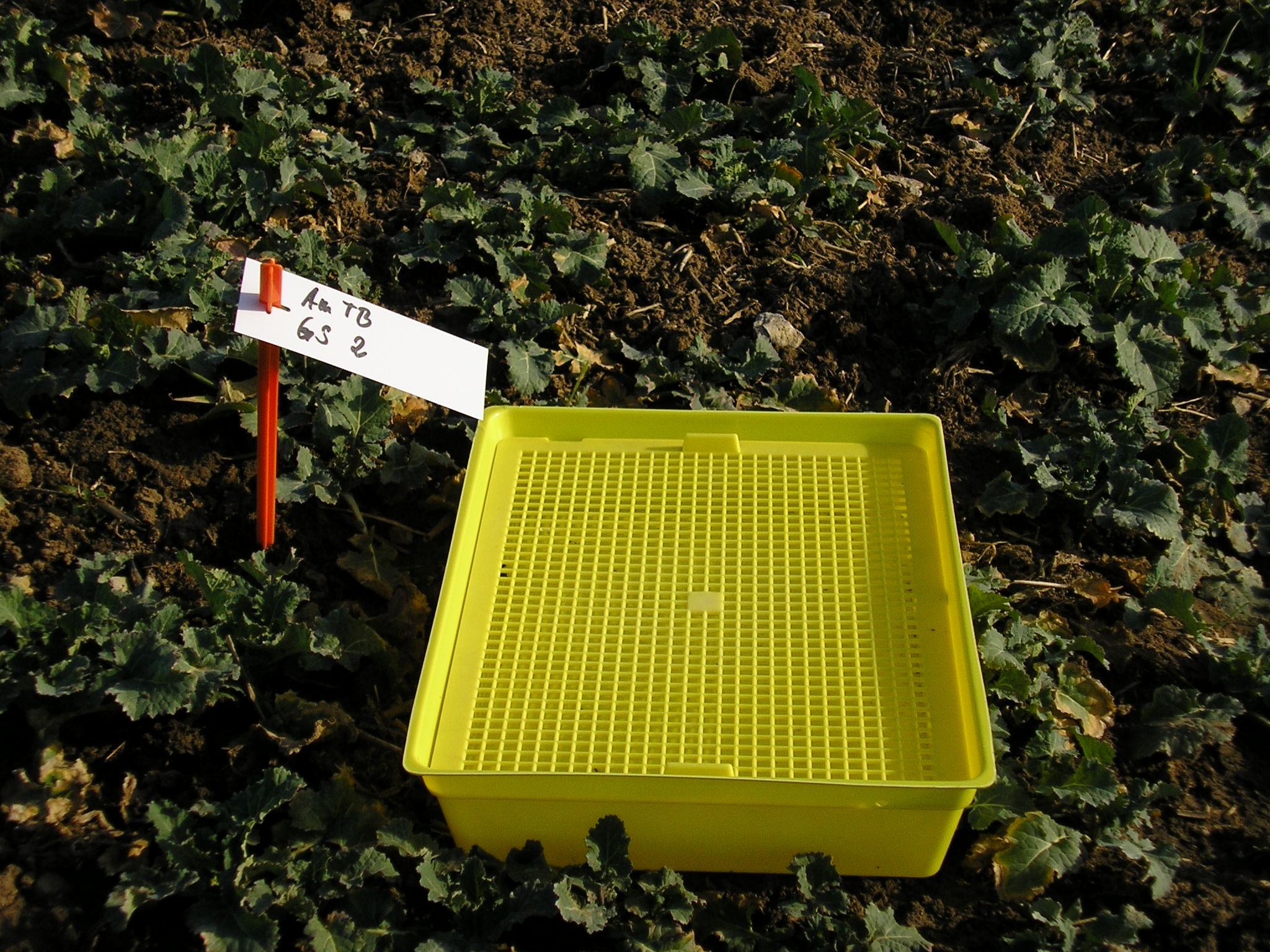
Trampa en forma de bandeja en la que se dispone de un líquido en el que al caer los insectos se ahogan. En esta trampa el color amarillo se utiliza como atrayente cromotrópico.

Los colores principales usados en agricultura son el amarillo para atraer áfidos y dípteros y el azul para atraer trips.